# 喬治亞 (印第安納州)
喬治亞（英語：Georgia）是位於美國印地安納州勞倫斯縣的一個非建制地區。